# Marcel Wouda
Marcel Reinier Wouda (Tilburg, 23 gennaio 1972) è un ex nuotatore olandese.
Specializzato nello stile libero e nei misti, ha vinto un bronzo alle Olimpiadi di Sydney 2000 nella staffetta 4x200 m sl.

## Palmarès
- Olimpiadi

Sydney 2000: bronzo nella 4x200 m sl.
- Mondiali

Perth 1998: oro nei 200 m misti, argento nei 400 m misti e nella 4x200 m sl.
- Mondiali in vasca corta

Hong Kong 1999: oro nella 4x200 m sl, argento nei 400 m misti e nella 4x100 m sl e bronzo nei 200 m misti.
- Europei

Sheffield 1993: bronzo nei 400 m misti.
Siviglia 1997: oro nei 200 m misti e nei 400 m misti e argento nella 4x200 m sl.
Istanbul 1999: oro nei 200 m misti, nella 4x100 m sl e nella 4x100 m misti e bronzo nei 400 m misti.
Helsinki 2000: bronzo nella 4x200 m sl.
- Europei in vasca corta

Rostock 1996: oro nei 100 m misti, nei 200 m misti, e nei 400 m misti.
Sheffield 1998: oro nei 400 m misti e argento nei 200 m misti.
Lisbona 1999: oro nei 200 m misti, bronzo nei 100 m misti e nella 4x50 m sl.
- Vincitore della Coppa del Mondo di misti nel 1997 e nel 1998